# 노노이치역 (IR 이시카와 철도)
노노이치역(일본어: 野々市駅)은 일본 이시카와현 노노이치시에 있는 IR 이시카와 철도의 철도역이다.

## 역 구조
상대식 2면 2선 구조의 지상역으로, 정류소로 취급되고 있다. 가나자와역이 관리하는 간이 위탁역이다.
호쿠리쿠 신칸센의 개통에 맞추어, 2010년 9월 4일부터 임시 역사를 사용하고 있다.

### 승강장
| 1 | ■ IR 이시카와 철도선 | 고마쓰 · 후쿠이 방면   |
| 2 | ■ IR 이시카와 철도선 | 가나자와 · 도야마 방면 |

## 역사
- 1968년 3월 25일: 일본국유철도 호쿠리쿠 본선 맛토 역 ~ 니시카나자와 역 사이에 신설 개업.
- 1987년 4월 1일: 민영화에 따라 서일본 여객철도의 소속이 되었다.
- 2017년 4월 15일: ICOCA 도입.[1]
- 2024년 3월 16일: 호쿠리쿠 신칸센 가나자와역 ~ 쓰루가역 연장 개통에 따라, IR 이시카와 철도로 이관됨.

## 인접역
| IR 이시카와 철도 ■ IR 이시카와 철도선 | IR 이시카와 철도 ■ IR 이시카와 철도선 | IR 이시카와 철도 ■ IR 이시카와 철도선 |
| ------------------------------------- | ------------------------------------- | ------------------------------------- |
| 맛토 마이바라 방면                    | 보통                                  | 니시카나자와 가나자와 방면            |